# براندان ريان
براندان ريان (بالإنجليزية: Brendan Ryan)‏ هو سياسي أيرلندي، ولد في 6 أغسطس 1946.

## مناصب
- انتخب عضو مجلس الشيوخ من أيرلندا عن دائرة National University of Ireland (constituency) [الإنجليزية]‏ وقد انضم خلال فترته النيابية ‏ (13 مايو 1982 – 21 ديسمبر 1982)  للكتلة البرلمانية مستقل.
- انتخب عضو مجلس الشيوخ من أيرلندا عن دائرة National University of Ireland (constituency) [الإنجليزية]‏ وقد انضم خلال فترته النيابية ‏ (23 فبراير 1983 – 3 أبريل 1987)  للكتلة البرلمانية مستقل.
- انتخب عضو مجلس الشيوخ من أيرلندا عن دائرة National University of Ireland (constituency) [الإنجليزية]‏ وقد انضم خلال فترته النيابية ‏ (25 أبريل 1987 – 5 يوليو 1989)  للكتلة البرلمانية مستقل.
- انتخب عضو مجلس الشيوخ من أيرلندا عن دائرة National University of Ireland (constituency) [الإنجليزية]‏ وقد انضم خلال فترته النيابية ‏ (1 أكتوبر 1989 – 17 ديسمبر 1992)  للكتلة البرلمانية مستقل.
- انتخب عضو مجلس الشيوخ من أيرلندا عن دائرة National University of Ireland (constituency) [الإنجليزية]‏ وقد انضم خلال فترته النيابية ‏ (17 سبتمبر 1997 – 26 يونيو 2002)  للكتلة البرلمانية مستقل.
- انتخب عضو مجلس الشيوخ من أيرلندا عن دائرة National University of Ireland (constituency) [الإنجليزية]‏ وقد انضم خلال فترته النيابية ‏ (17 سبتمبر 1997 – 26 يونيو 2002)  للكتلة البرلمانية حزب العمال (جمهورية أيرلندا).
- انتخب عضو مجلس الشيوخ من أيرلندا عن دائرة National University of Ireland (constituency) [الإنجليزية]‏ وقد انضم خلال فترته النيابية ‏ (12 سبتمبر 2002 – 22 يوليو 2007)  للكتلة البرلمانية حزب العمال (جمهورية أيرلندا).